# جيمس بيل ديكسون
جيمس بيل ديكسون (بالإنجليزية: James Bell Dickson)‏ هو عسكري أمريكي، ولد في 19 يناير 1923، وتوفي في 8 أبريل 1944.